# Ticio Escobar
Ticio Escobar (Asuncion, 9 februari 1947) is een Paraguayaans advocaat, hoogleraar, kunstcriticus, conservator, museumdirecteur en minister van cultuur.

## Levensloop
Escobar studeerde af in rechtsgeleerdheid aan de Universidad Católica Nuestra Señora de la Asunción in 1970 en behaalde hier in 1975 een mastergraad (licencia) in filosofie. Tijdens zijn studietijd was hij lid van de Comisión de Defensa de los Derechos Humanos en el Paraguay (groepering voor mensenrechten) tot 1974.
Tussen 1971 en 1989 doceerde hij aan dezelfde universiteit rechtsfilosofie, symbolische logica, wijsgerige antropologie, kunstgeschiedenis en kunstkritiek.
Escobar was tot 1980 kunstbeoordelaar voor het Museo Paraguayo de Arte Contemporáneo (museum voor hedendaagse kunst). In 1979 richtte hij in Asuncion het Museo del Barro (museum voor aardewerk) op, een non-profitinitiatief ter behoud van de Paraguayaanse cultuur. Hetzelfde jaar richtte hij ook het Museo de Arte Indígena, Centro de Artes Visuales (museum voor inheemse kunst, centrum voor beeldende kunst) op. Aan dit museum, waarvan hij directeur was tot 2008, schonk hij zijn eigen kunstcollectie.
Tussen 1978 en 1988 was hij conservator voor Paraguay voor de Biënnale van S. Paulo. Verder was hij conservator voor verschillende versies van de Biënnale van Venetië, van biënnales van Cuenca, Trujillo, San Juan, Buenos Aires, Lima en Porto Alegre, en van meerdere exposities in Latijns-Amerika en Europa. Begin jaren negentig sloot hij zich aan bij twee bewegingen voor inheemse volkenrechten: de Asociación Indigenista del Paraguay en de Asociación Apoyo a las Comunidades Indígenas del Paraguay (ACIP).
Tussen 1992 en 1996 was Escobar cultuurdirecteur van de stad Asuncion. In 1996 won hij de wedstrijd van de landelijke regering voor de redactie van de ontwerpwet voor cultuur, dat daarna werd aangenomen onder de naam Ley Escobar 3051/06. In 2008 trad hij toe als minister van cultuur van de regering van president Fernando Lugo voor de periode 2008-2013.
Escobar was verder voorzitter van de Paraguayaanse afdeling van de Internationale Vereniging van Kunstcritici. Hij schreef meer dan tien boeken en werd meermaals internationaal onderscheiden.

## Erkenning
- 1984: Latijns-Amerikaans Kunstcriticus van het jaar van de Asociación Internacional de Críticos de Arte, Argentinië
- 1991: Prijs van Zuid-Amerika (Premio Sudamérica) van het Centro de Estudios Históricos, Antropológicos y Sociales van Buenos Aires
- 1997: Commandeur in de Orde van Verdienste van Rio Branco
- 1998: Beurs van de Guggenheim Foundation
- 1998: Sleutel van de stad Havana
- 1998: Prins Claus Prijs, Nederland
- 2000: Basilio Uribe-prijs van de Asociación Internacional de Críticos de Arte, Argentinië
- 2003: Erehoogleraar van het Instituto Universitario Nacional de Arte (IUNA), Buenos Aires
- 2004: Bartolomé de las Casas-prijs van de Casa de América, Madrid
- 2005: Orde van Mei (Orden de Mayo), Argentinië
- 2009. Ridder in de Orde van Kunst en Letteren, Frankrijk

- Bibsys: 90395136
- Biblioteca Nacional de España: XX1320408
- Bibliothèque nationale de France: cb12036514k (data)
- CiNii: DA1624775X
- Gemeinsame Normdatei: 1057111627
- International Standard Name Identifier: 0000 0001 2117 899X
- Library of Congress Control Number: n82135979
- Nationale Bibliotheek van Israël: 987007327995905171
- Nederlandse Thesaurus van Auteursnamen: 186708009
- Réseau des bibliothèques de Suisse occidentale: 02-A003221983
- SNAC: w61p0b96
- Système universitaire de documentation: 028552350
- Virtual International Authority File: 2487024
- WorldCat: E39PBJxxk6HrVVB6mKPtfFJhpP